# Giuseppe Zelioli
Giuseppe Zelioli (Caravaggio, 13 marzo 1880 – Lecco, 18 ottobre 1949) è stato un compositore italiano.

## Biografia
Apprese i primi rudimenti dal padre, Pietro Gaetano Zelioli (1844-1917), organista della Basilica e del Santuario di Caravaggio, discendente da una famiglia di musicisti, valido solista all'organo, apprezzato compositore, autore di molte pagine polifoniche, nonché del melodramma Anna di Dovara, dramma in 3 atti rappresentato per la prima volta a Milano nel 1890.
Diplomatosi successivamente in pianoforte, organo e composizione, a soli nove anni divenne organista di Casirate d'Adda, nella bassa bergamasca.
Il suo debutto pubblico avvenne a Caravaggio, nel 1902, durante le celebrazioni in onore di Michelangelo Merisi, il Caravaggio, in occasione delle quali compose il Canto a Michelangelo per cori, soli e due pianoforti, ch'egli stesso diresse esibendosi al pianoforte.
Nel 1904 ottenne l'incarico di organista della Basilica di S. Nicolò a Lecco (città che elesse a propria patria d'adozione e nella quale passò il resto della vita), partecipando con molti altri musicisti al concorso per l'assegnazione dell'incarico e vincendolo per acclamazione. Fu altresì direttore della Cappella Leonina, addetta al servizio della basilica.
In tutto questo periodo la sua attività fu vasta ed intensa; organista, pianista, insegnante, compositore di partiture polifoniche sacre e profane, brani per pianoforte. Validissimo didatta, oltreché improvvisatore ispirato all'organo, continuò fedelmente la tradizione dei sommi organisti dell'Ottocento.
Partecipò con fervore al movimento per la Riforma liturgica, convinto del valore della musica sacra quale forma tra le più nobili di elevazione a Dio.
La città di Lecco ricorda il M° Zelioli con diverse iniziative, quali un Festival internazionale di cori giovanili, realizzato grazie all'impegno di Harmonia Gentium, associazione musicale la quale, insieme agli eredi, ha iniziato fin dagli anni '80 a riproporre la sua musica.

## Opere
Tra le sue composizioni si ricordano: 
- Canto a Michelangelo per cori, soli e due pianoforti (1902)
- 13 Messe
- Mottetti
- Canti Sacri
- 7 Opere Sacre complete, tra cui Il Buon Pastore, I canti per la Passione di Cristo (1921; nel 1949 vi aggiunse il mottetto Tenebrae factae sunt a 4 voci), Gli amici di Gesù, La Resurrezione (1923) ispirata all'inno omonimo di Alessandro Manzoni, in occasione del cinquantenario della sua morte (talvolta ripresa ed eseguita anche in tempi odierni).
- Quaderni e pezzi di concerto per pianoforte
- Pezzi vocali profani
- Trii
- Quartetti.

Parte delle sue opere, alcune integre altre mutile, sono conservate in apposito fondo dell’Archivio musicale della Cappella Leonina e dei Pueri Cantores della Basilica di San Nicolò di Lecco.